# Буллітт (округ, Кентуккі)
Шаблон:StateAbbr_ 37°58′ пн. ш. 85°42′ зх. д. / 37.97° пн. ш. 85.7° зх. д.
Округ  Буллітт (англ. Bullitt County) — округ (графство) у штаті  Кентуккі, США. Ідентифікатор округу 21029.

## Історія
Округ утворений 1796 року.

## Демографія
За даними перепису 
2000 року 
загальне населення округу становило 61236 осіб, зокрема міського населення було 39488, а сільського — 21748.
Серед мешканців округу чоловіків було 30454, а жінок — 30782. В окрузі було 22171 домогосподарство, 17745 родин, які мешкали в 23160 будинках.
Середній розмір родини становив 3,07.
Віковий розподіл населення поданий у таблиці:
| Стать    | До 15 років | 15-21 | 22-29 | 30-39 | 40-49 | 50-65 | 65-85 | Понад 85 |
| -------- | ----------- | ----- | ----- | ----- | ----- | ----- | ----- | -------- |
| Чоловіки | 7068        | 3074  | 3209  | 5130  | 4792  | 5064  | 2011  | 106      |
| Жінки    | 6798        | 2833  | 3339  | 5242  | 4886  | 5009  | 2428  | 247      |

## Суміжні округи
- Джефферсон — північ
- Спенсер — схід
- Нелсон — південний схід
- Гардін — південний захід

## Виноски
1. ↑  U.S. Decennial Census. United States Census Bureau. Архів оригіналу за 12 квітня 2013. Процитовано 12 серпня 2014.
2. ↑  Historical Census Browser. University of Virginia Library. Архів оригіналу за 11 серпня 2012. Процитовано 12 серпня 2014.
3. ↑  Population of Counties by Decennial Census: 1900 to 1990. United States Census Bureau. Архів оригіналу за 13 жовтня 2014. Процитовано 12 серпня 2014.
4. ↑  Census 2000 PHC-T-4. Ranking Tables for Counties: 1990 and 2000 (PDF). United States Census Bureau. Архів оригіналу (PDF) за 18 грудня 2014. Процитовано 12 серпня 2014.
5. ↑  State & County QuickFacts. United States Census Bureau. Архів оригіналу за 7 липня 2011. Процитовано 5 березня 2014. [Архівовано 2011-06-07 у Wayback Machine.](англ.) Наведено за англійською вікіпедією.
6. ↑  American FactFinder. Бюро перепису населення США. Архів оригіналу за 26 лютого 2012. Процитовано 31 січня 2008. [Архівовано 2008-05-21 у Wayback Machine.]

| США | Це незавершена стаття з географії США. Ви можете допомогти проєкту, виправивши або дописавши її. |